# Nécropole de Coizard-Joches
La nécropole de Coizard-Joches, appelée aussi grottes du Razet, est un ensemble d'hypogées datant de la fin du Néolithique, situés à Coizard-Joches, dans la Marne, en France.

## Historique
Deux hypogées sont découverts fortuitement en 1842 et 1858 lors d'éboulements. À partir de 1872, le baron Joseph de Baye découvre et fouille trente-cinq hypogées supplémentaires. L'ensemble est classé monument historique par arrêté du 14 mai 1926. Pierre Favret et J. Prieur en lèvent les plans entre 1935 et 1938.

## Description
Compte tenu des imprécisions contenues dans la documentation de Baye, on estime que la nécropole de Coizard-Joches aurait pu compter jusqu'à une cinquantaine d'hypogées, creusés dans la craie, sur un flanc de coteau orienté au sud. Les hypogées sont disposées en lignes parallèles, à proximité immédiate les uns des autres, et tous ont leur ouverture orientée vers le sud/sud-est. Tous les hypogées ont été remblayés sauf les hypogées n°23 et n°24 qui demeurent accessibles.

### Hypogée n°23
L'hypogée est situé à 2,75 m de profondeur. Elle est constituée d'une antichambre et d'une chambre. L'antichambre mesure 2 m de long sur 1 m de large pour une hauteur de 1,25 à 1,30 m,. Elle comporte des banquettes latérales et une tablette sur la paroi gauche. La chambre est de forme rectangulaire (4,10 m de long, 3,40 m de large et environ1,30 m de haut) avec des retraits latéraux de part et d'autre de l'entrée,. 

La paroi gauche de l'antichambre comporte un bas-relief représentant une figure humaine féminine, considérée comme une représentation d'une déesse funéraire et surnommée « la gardienne des tombeaux » par Favret. La tête semble « surmontée d'un capuchon », le nez est proéminent et très exagéré, les yeux sont constitués par deux trous. Le personnage porte un collier, avec un médaillon au centre, sur la poitrine représentée par deux seins très marqués. L'analogie avec certaines statues-menhirs du sud de la France est frappante mais l'authenticité de cette représentation été mise en cause dès son signalement.

« Son fond parfaitement plat, la rotondité de ses seins, la perfection de son collier, imité de la stèle de Bragassargues (Gard), tout concourt pour trahir l’œuvre d'un faussaire récent, armé d'outils de fer, seuls capables d'obtenir une telle finesse. La comparaison avec ses trois voisines est éloquente. »

— Jean Arnal, Les statues-menhirs, hommes et dieux
 En effet, par comparaison avec les deux représentations similaires visibles dans l'hypogée n°24, ici, la surface du bas-relief est très lisse et plate, sans aucune patine ni altération, les bords de la sculpture sont nets et le plan vertical est beaucoup plus creux. Il est probable que le baron de Baye ou l'un des fouilleurs ait « restauré » une figuration existante mais très abîmée en s'inspirant des bas-reliefs de l'hypogée n°24,. Deux autres bas-reliefs sont visibles sur les murs antérieurs de la chambre, de part et d'autre de l'accès menant à l'antichambre. Ils représentent deux haches emmanchées, sur l'une la lame a été noircie au charbon.

Bas-reliefs des hypogées n°23 et 24
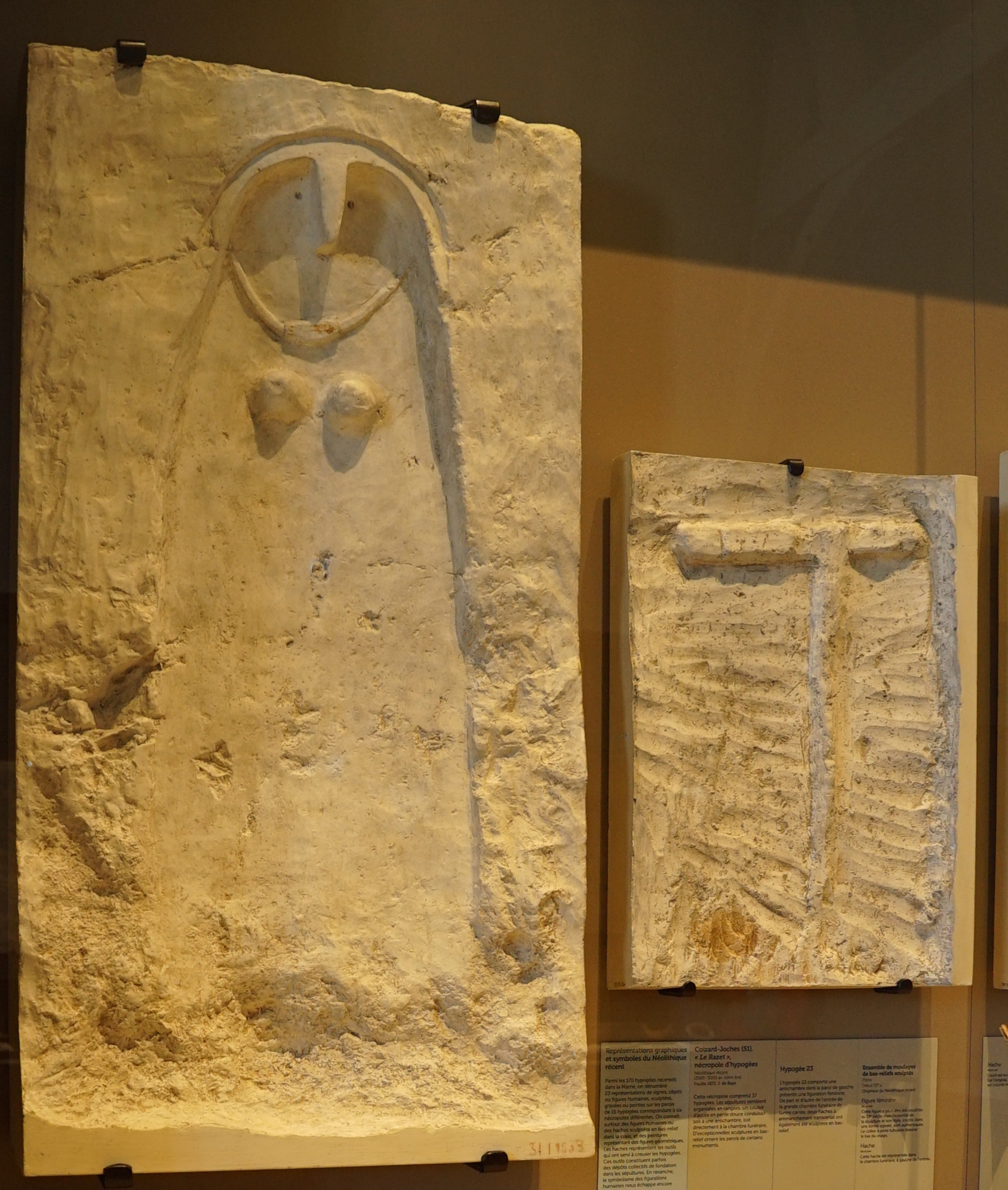
Hypogée n°23 : moulages des bas-reliefs.
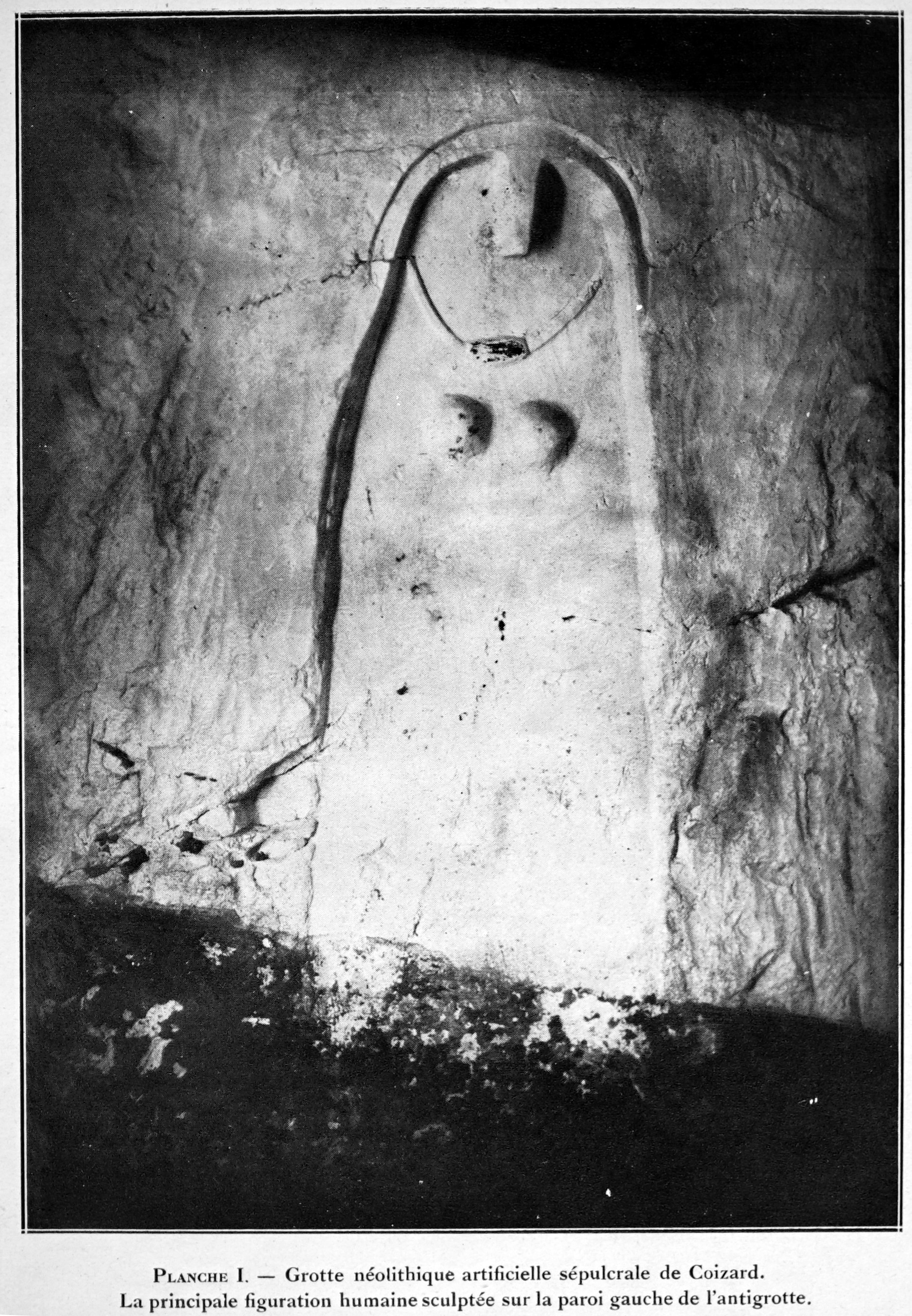
Hypogée n°23 : bas-relief de la « déesse funéraire ».
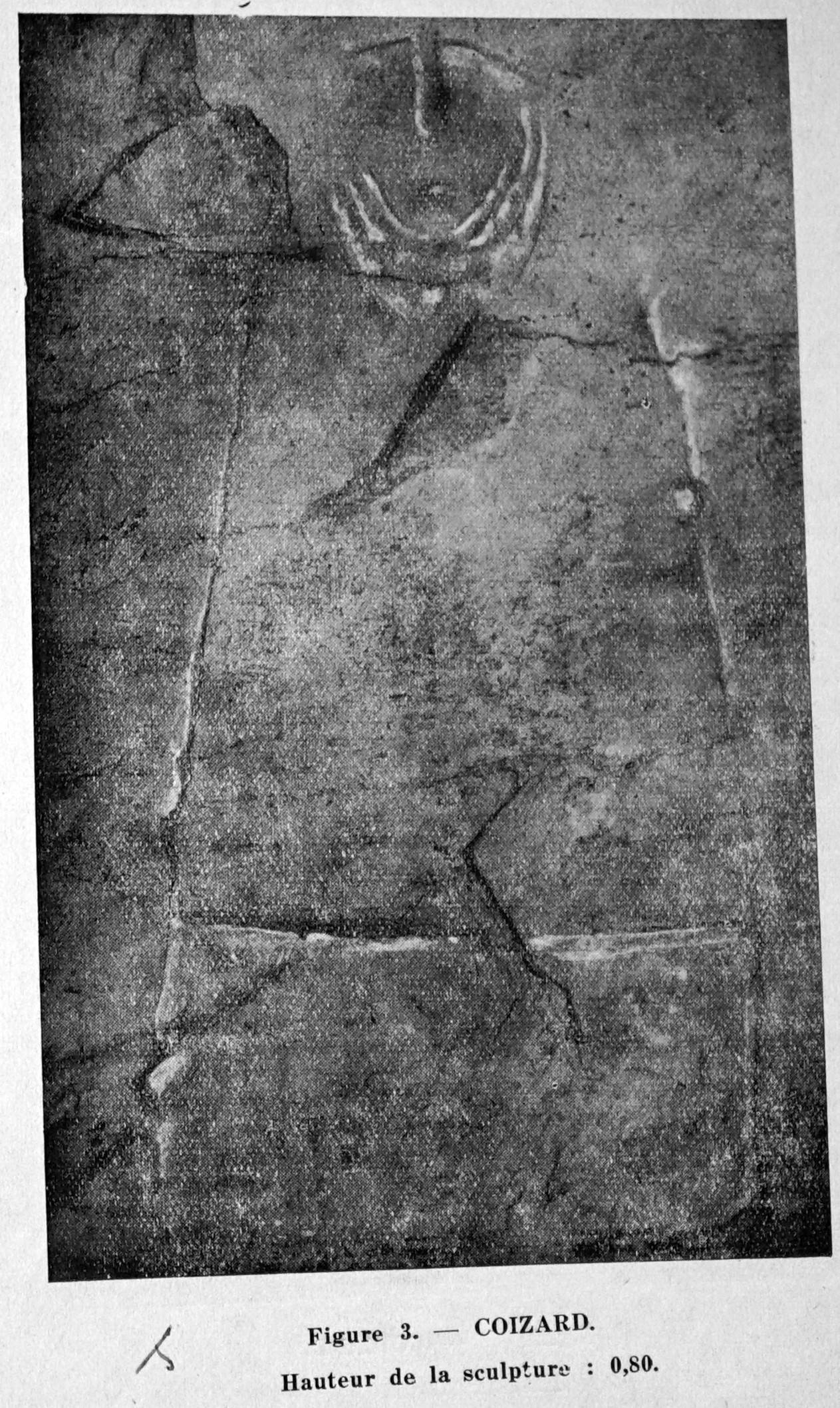
Hypogée n°24 : bas-relief de la « déesse funéraire ».
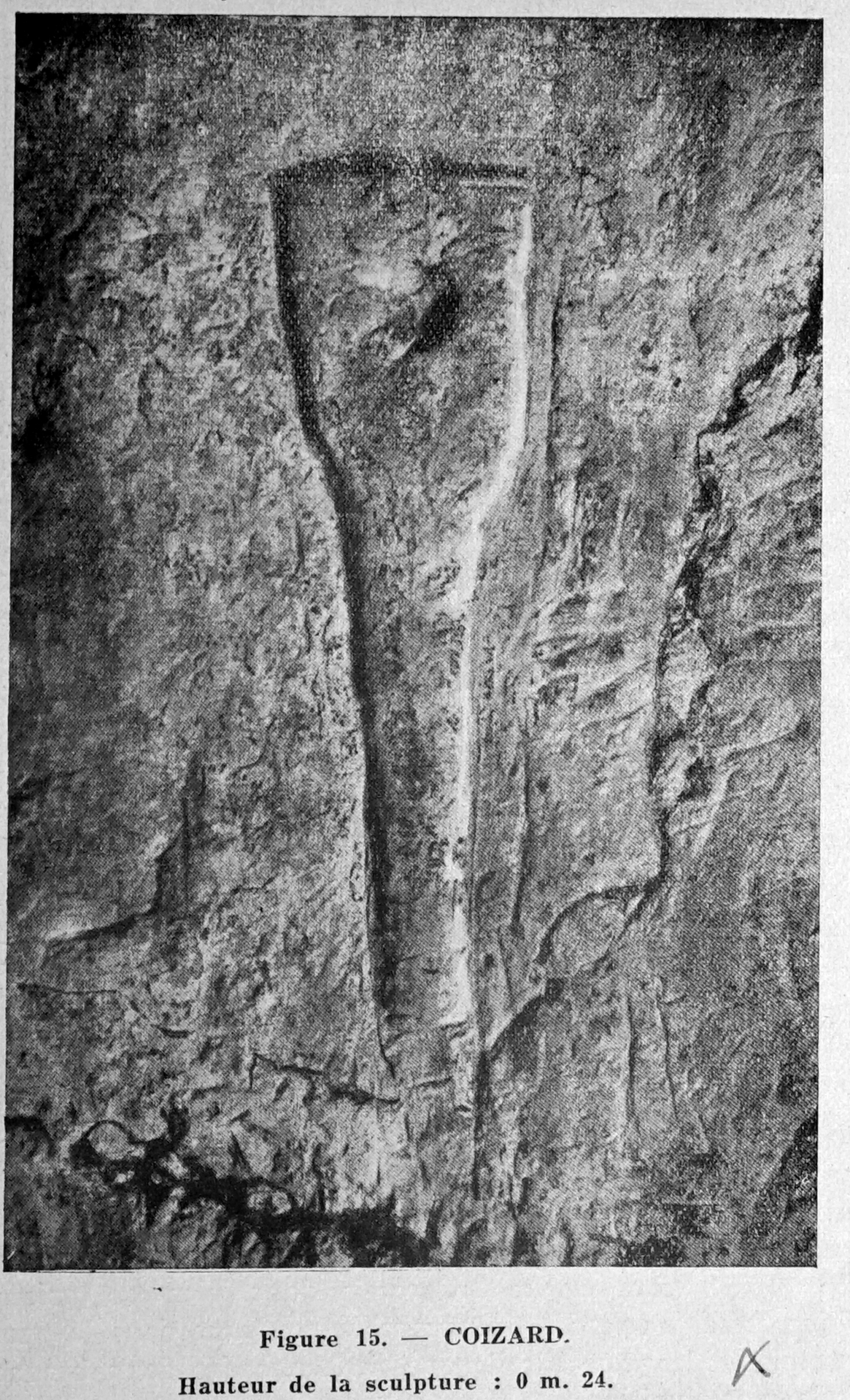
Hypogée n°24 : bas-relief motif de la « pelle ».

### Hypogée n°24
L'hypogée est situé à 3,80 m de profondeur. Elle est également constituée d'une antichambre et d'une chambre. L'antichambre mesure environ 2 m de long sur 1 m de large pour une hauteur d'environ 1,10 m,. Une première représentation de la déesse funéraire est sculptée sur le côté gauche de l'entrée. Dans l'antichambre, une seconde représentation de la déesse est visible sur la paroi gauche et deux haches emmanchées sont sculptées de part et d'autre du passage vers la chambre. La chambre est de forme pratiquement quadrangulaire (4,80 m de long sur 3,55 m de large) et sa hauteur varie de 1,60 à 2 m. Elle comporte des retraits latéraux de chaque côté de la porte, une banquette sur la paroi antérieure gauche et une tablette sur la paroi latérale gauche. La paroi antérieure droite est ornée d'un bas-relief dont le motif évoque la forme d'« une pelle ».

## Matériel archéologique
Tous les hypogées correspondent à des tombes collectives.
Le mobilier funéraire recueilli par Baye est conservé au Musée d'Archéologie nationale et le matériel anthropologique au Musée de l'Homme mais l'imprécision des registres de l’ancienne collection de Baye ne permet pas d'attribuer précisément le matériel funéraire de chaque hypogée. On parvient au mieux à identifier un certain nombre d'outils en silex (haches polies, lames, poignard), une pierre à rainure en grès, un poinçon en os, des gaines de haches en andouillers de cerf et une pendeloque en aragonite. Pour toute la nécropole, Baye ne signale qu'un seul vase entier.